# فرانسيس ج بينديكت
فرانسيس ج بينديكت Francis Gano Benedict (October 3, 1870 – April 14, 1957)هو عالم كيميائي أمريكي، وعالم في علم وظائف الأعضاء، وعالم بالتغذية، وقام بتطوير معادلة لقياس السعرات الحرارية وقياس التنفس (calorimeter and a spirometer)   والتي تستخدم لحساب  معدل الأيض الاساسي.
ولد في ميلواكي (ويسكونسن) ودرس في جامعة هارفارد, ونال البكالوريوس في عام 1893 و درجة الماجستير عام 1894. ثم نال درجة الدكتوراة magna cum laude, at جامعة هايدلبرغ عام 1895.
He taught at Wesleyan University and did work for the وزارة الزراعة الأمريكية. He was elected a Fellow of the الأكاديمية الأمريكية للفنون والعلوم in 1909.
بعد التقاعد في عام 1937 قام بجولة وحاضر حولفن الوهم. توفي في منزله في مدينة Machiasport, Maine, عن عمر 86 عام.

## روابط خارجية
- Benedict, Francis Gano, 1870–1957. نسخة محفوظة 2 سبتمبر 2006 على موقع واي باك مشين. Papers, 1870s–1957 نسخة محفوظة 2 سبتمبر 2006 على موقع واي باك مشين. via Harvard University
- National Academy of Sciences Biographical Memoir
- مؤلفات Francis Gano Benedict في مشروع غوتنبرغ
- أعمال أو نبذة عن فرانسيس ج بينديكت على أرشيف الإنترنت